# 廕昌

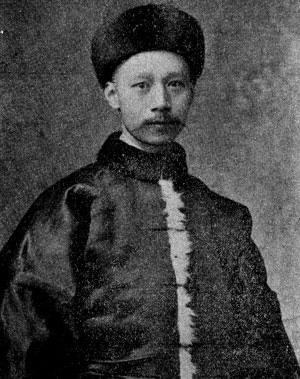
廕昌

廕昌（1862年—1928年），字午楼（又作五楼），乌雅氏，满洲镶黄旗（亦有满洲正白旗一说）。清末民初軍事及政治人物，清末陆军大臣。

## 生平

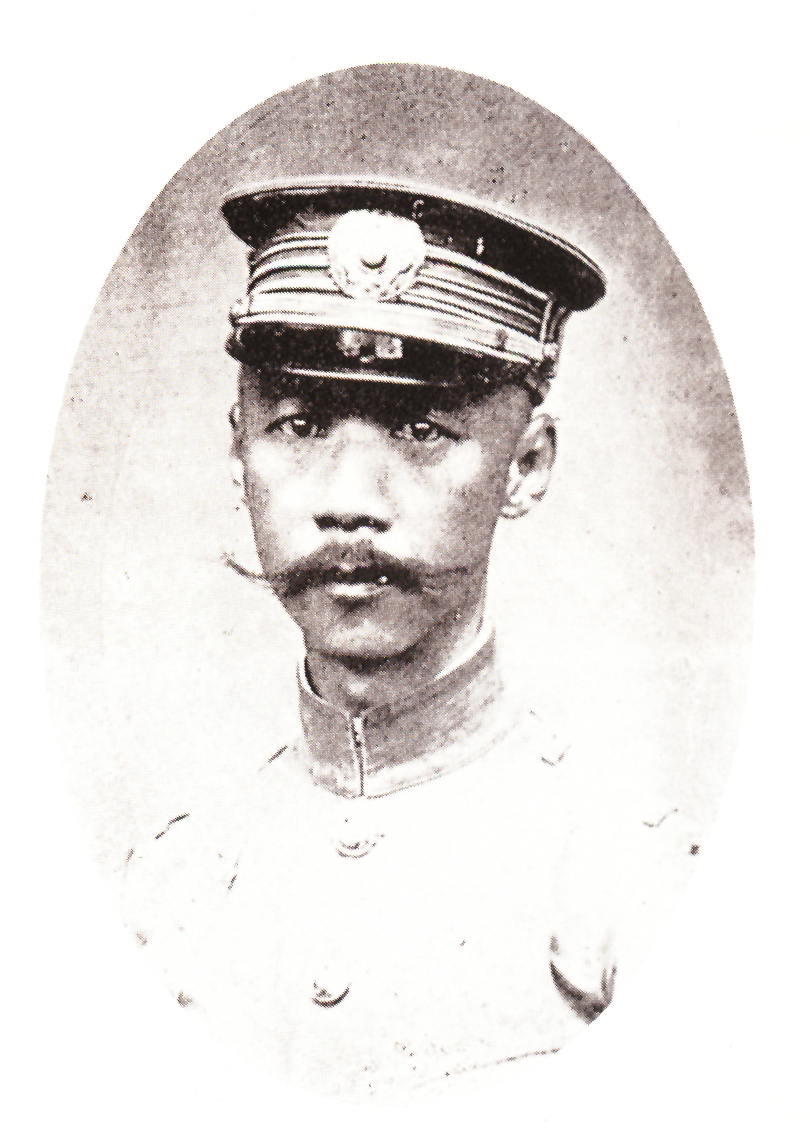
廕昌

### 崛起
廕昌出身博士弟子員，吉林满洲镶黄旗乌雅氏，清末绥远将军贻谷从堂弟。清代《縉紳全書》、《爵秩全函》、《中樞備覽》将其旗籍记载亦有满洲镶黄旗、满洲正白旗，可能因其担任过清末正白旗副都统而混淆。同治十一年（1872年），入京师同文館所設的德文館。光緒三年（1877年）4月，任驻德国柏林的中国公使館三等翻译官。光緒十年（1884年），入德国的軍事学校学习軍事技術。同年12月，任清朝派往德国的将官的翻译。
光绪十一年（1885年）6月，廕昌被任命为天津武備学堂翻译，後来历任天津武備学堂監督、帮办、总办。光緒二十五年（1899年）冬，同德国交涉德国在山東省的铁路、矿山事宜，并在《山東路矿章程》上签字。光緒二十六年（1900年）3月，改任山東佐赞軍務。翌年3月，任正白旗漢軍副都統。
同年7月，廕昌任駐德国欽差大臣（駐德国公使）。8月，兼任駐荷蘭欽差大臣（駐荷兰公使）。光緒三十一年（1905年）归国，任陸軍部右侍郎，兼任江北提督。此外，他还担任貴冑学堂总办。光緒三十四年（1908年）9月，再度出任駐德国欽差大臣。宣統二年（1910年）3月，任陸軍部尚書，归国。

### 辛亥失势

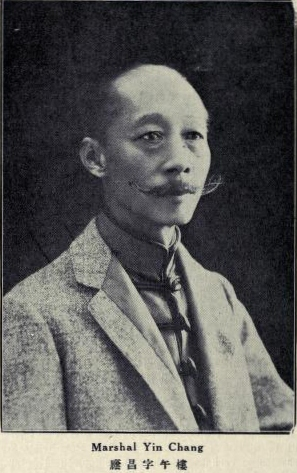
廕昌

1910年9月，廕昌兼任訓練近畿陸軍各鎮大臣。同年12月被任命为陸軍大臣。宣統三年（1911年）5月，在慶親王内閣中，担任陸軍大臣。7月，兼任弼德院顧問大臣。武昌起義爆发后，廕昌奉命督师南下，镇压革命派。袁世凱内閣成立后，廕昌被迫辞任。

### 晩年
宣統退位後，廕昌被聘为中華民国北洋政府外交部的高等外交顧問。民国元年（1912年）12月，获授陸軍上将銜，任总統府軍事处处長。民国三年（1914年）5月，任陸海軍大元帥統率办事处办事員兼总統府侍从武官長。次年5月，北洋政府政事堂礼制馆受命制作国歌《中華雄立宇宙間》，由崑曲家王露作曲、廕昌填詞。民国六年（1917年）12月，廕昌被任命为参谋本部参谋总长。民国八年（1919年）1月，中華民国大总統徐世昌任命其再次出任侍从武官長。民国十二年（1923年）10月，获授荘威上将軍。民国十七年（1928年），廕昌病逝。享年70岁。

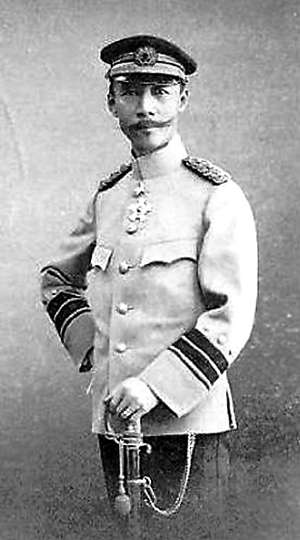
廕昌

## 家庭
- 袁世凯的七女儿袁复桢，嫁给廕昌之子廕鐵閣为妻。[5]